# Krimskölden

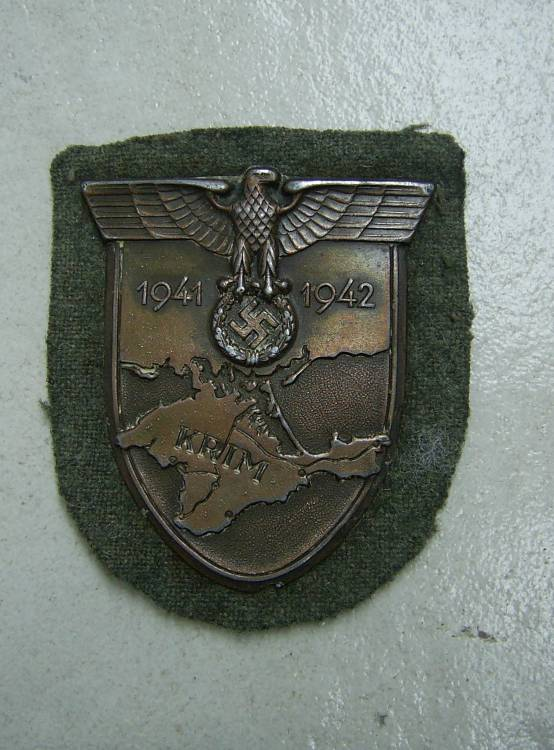
Krimsköldens ursprungliga utseende.

Krimskölden (tyska: Krimschild) var en tysk militär utmärkelse som tilldelades soldater som under Erich von Mansteins befäl stred och erövrade halvön Krim under Operation Barbarossa, Tysklands fälttåg mot Sovjetunionen. Striderna gällde främst att säkra ryska flottbaser i området kring Sevastopol. Ryssarna bjöd resolut motstånd men fick se sig besegrade i början av juli 1942. 

## Bilder

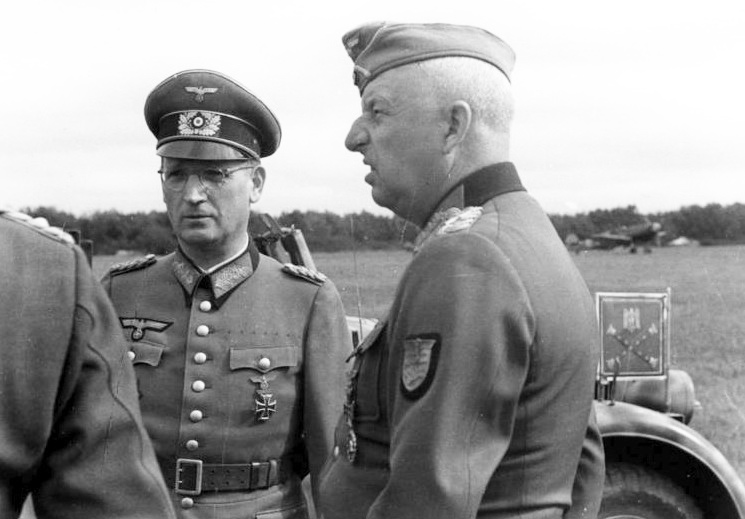
Hans Speidel (vänster) och Generalfältmarskalk Erich von Manstein (höger) med Krimskölden.

### Webbkällor
- ”Krim Shield – Krimschild” (på engelska). Wehrmacht-Awards.com. Arkiverad från originalet den 5 februari 2012. https://www.webcitation.org/65ET7UUjt?url=http://www.wehrmacht-awards.com/campaign_awards/shields/krim_campaign.htm. Läst 5 februari 2012.